# Исламская энциклопедия
Исламская энциклопедия (тур. Türkiye Diyanet Vakfı İslam Ansiklopedisi, сокращённо тур. TDV İslam Ansiklopedisi, часто просто İslam Ansiklopedisi) — многотомное научное энциклопедическое издание Турецкого религиозного фонда (тур. Türkiye Diyanet Vakfı) на турецком языке, издававшееся с 1988 по 2013 год с двумя дополнительными томами в 2016 году.

## Описание
В энциклопедию включены статьи по многим областям исламского мира, включая исламоведение как науку, а также термины, связанные с исламской культурой и цивилизацией, о важных личностях исламского мира и о произведениях, оказавших влияние на жизнь мусульман.
Состоит из 44 основных и двух дополнительных томов, включающих в себя 16 915 статей в различных областях знаний. Все статьи энциклопедии полностью доступны онлайн на её официальном сайте.
Система транслитерации İslâm Ansiklopedisi стала де-факто стандартом в востоковедении для транслитерации турецко-османских текстов.

## История создания
Первоначальная версия проекта была предложена как перевод первого издания «Энциклопедии ислама» на турецкий язык, поскольку она существовала только на английском, французском и немецком без каких-либо восточных. Однако при подготовке энциклопедии к публикации большая часть статей была переработана; также были добавлены новые статьи, не вошедшие в первое издание европейской энциклопедии. В результате первоначально было создано 15 томов вместо предложенных пяти. Ряд статей из неё были включены во второе издание «Энциклопедии ислама». С 1988 года начался выпуск второго издания энциклопедии, уже не пересекающейся с европейской и являющейся полностью оригинальным произведением. Выпуск был окончательно завершён в декабре 2013 года, однако три года спустя вышло два дополнительных тома со статьями, которым не нашлось место в оригинальной энциклопедии.